# Bernhard Bendel
Bernhard Bendel (* 20. Oktober 1908 in Steinefrenz; † 19. Januar 1980 in Mammolshain) war ein deutscher römisch-katholischer Priester und Gründer des Opus Spiritus Sancti.
Bernhard Bendel war das älteste von elf Kindern der Eheleute Heinrich Georg Bendel und seiner Ehefrau Katharina, geb. Michel. Der Vater betrieb eine Gastwirtschaft und daneben war er noch als Landwirt tätig. Nach der Volksschule sowie privatem Lateinunterricht wurde Bendel in die Untertertia des Gymnasiums in Hadamar im Westerwald eingeschult. Nach sechs Jahren bestand er 1928 das Abitur. Danach begann er sein Studium an der Philosophisch-Theologischen Hochschule Sankt Georgen in Frankfurt am Main. Am 8. Dezember 1933 wurde er im Limburger Dom durch Bischof Antonius Hilfrich zum Priester geweiht. Seine erste Stelle als Kaplan trat er am 21. März 1934 in Bad Schwalbach an, die zweite am 25. April 1936 in Geisenheim/Rheingau. Seit dem 1. Juli 1937 wirkte er als Koadjutor in Neuenhain, seit dem 1. Mai 1940 als Kaplan in Hattersheim am Main. Am 1. Juni 1940 wurde er zum Pfarrkurator ernannt, später zum Pfarrer in Mammolshain/Taunus.
Im Oktober 1949 befragte ihn der damalige Generalvikar der Diözese Limburg, Georg Höhle, nach der Gründung einer Schwesterngemeinschaft. Bis März 1950 folgten weitere Gespräche, an denen auch der Limburger Bischof Wilhelm Kempf beteiligt war. Im Januar 1950 unternahm Bernhard Bendel aus Anlass der Seligsprechung Vinzenz Pallottis eine Wallfahrt nach Rom an die Gräber der Apostel Petrus und Paulus. Das Wort des Bischofs „Du kannst durch den Auftrag einer neuen Schwesterngemeinschaft doch viel tiefer in die Kirche hineinwirken, als wenn Du nur Seelsorger in einer Pfarrei bist“, gab schließlich den Ausschlag, der Gründung einer Schwesterngemeinschaft zuzustimmen.
Am 28. Mai 1950 gründete Bendel das Opus Spiritus Sancti. Es besteht aus insgesamt fünf Gemeinschaften und hat Niederlassungen in Deutschland, den USA, Indien, den Philippinen und mehreren Staaten Afrikas.
Bernhard Bendel verstarb am 19. Januar 1980 in Mammolshain in Obhut der Heilig-Geist-Schwestern.